# زنجيرة (مرند)
زنجيرة هي قرية في مقاطعة مرند، إيران. عدد سكان هذه القرية هو 2,486 في سنة 2006.